# کودیکامام
کودیکامام (به لاتین: Kodikamam) یک منطقهٔ مسکونی در سری‌لانکا است که در استان شمالی (سری‌لانکا) واقع شده‌است.